# Рот, Генри
Генри Рот (англ. Henry Roth; 8 февраля 1906, Тысменица, Австро-Венгрия, ныне Ивано-Франковская область Украины — 13 октября 1995, Альбукерке) — американский писатель еврейского происхождения.

## Биография
Настоящее имя Гершл Рот, родился в еврейской семье. В 1908 году в возрасте двух лет был перевезён в США, и семья начала новую жизнь в Нью-Йорке — сперва в Бруклине, а затем в районе Нижний Ист-Сайд, где впоследствии будет происходить действие знаменитого романа Рота. В 1914 году семья переехала в Гарлем, где Генри Рот жил до 1927 года, когда, на последнем году обучения в Городском колледже, встретил Лу Уолтон, поэтессу и преподавательницу Нью-Йоркского университета. При поддержке Уолтон он начал писать свой главный роман «Назови это сном» (англ. Call It Sleep) примерно в 1930 г. и завершил весной 1934 г.; роман вышел в декабре того же года и получил смешанные отзывы критики.
После первой публикации книги Рот начал второй роман, подписав на него контракт с редактором Максвеллом Перкинсом из издательства Charles Scribner’s Sons. Однако затем он прервал работу и перестал писать вовсе. В 1938 году Рот познакомился с пианисткой и композиторшей Мюриэль Паркер и затем женился на ней, разорвав отношения с Уолтон. Пара перебралась сначала в Бостон, а затем в 1946 году в штат Мэн, где Рот работал лесорубом, школьным учителем, сотрудником в психиатрической больнице, разводил водоплавающих птиц и давал уроки латыни и математики; у Рота и его жены родились двое сыновей.
В 1960 году Рот был переоткрыт, а его единственный роман переиздан, но лишь следующее переиздание в 1964 году сопровождалось огромным успехом: было продано около миллиона экземпляров, книга долго держалась в списке бестселлеров «Нью-Йорк Таймс» — его называли недооценённым шедевром эпохи Великой депрессии и классикой романов об иммиграции. В 1968 году, когда Мюриэль вышла на пенсию, супруги переехали в дом-трейлер в Альбукерке, штат Нью-Мексико. Лишь в 1979 году Рот приступил к работе над своим вторым романом (хотя в дальнейшем в его состав вошли и более ранние черновики), в 1987 году появилась его единственная книга рассказов. Окончательная редакция второго романа Рота и весь третий роман появились уже после смерти жены писателя в 1990 году.
На личности Генри Рота, а также Бернарда Маламуда и добавлении вымышленных элементов, базируется персонаж Лонофф в романах Филипа Рота «The Ghost Writer» и «Exit Ghost».